# ریچارد پاسکو
ریچارد پاسکو (انگلیسی: Richard Pasco؛ ‏ ۱۸ ژوئیهٔ ۱۹۲۶ – ۱۲ نوامبر ۲۰۱۴) بازیگر اهل بریتانیا بود.
از فیلم‌ها یا مجموعه‌های تلویزیونی که وی در آن‌ها نقش داشته‌است، می‌توان به خانواده دراماند، فرصتی برای پیشرفت و خانم براون اشاره نمود.